# Célula dendrítica folicular

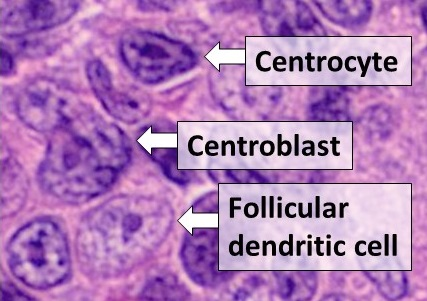
Comparación histológica de los tipos de células en un centro germinal, tinción H&E: - Los centrocitos son de tamaño pequeño a mediano con núcleos angulados, alargados, hendidos o retorcidos. - Los centroblastos son células más grandes que contienen núcleos vesiculares con uno a tres nucléolos basófilos que se yuxtaponen a la membrana nuclear.
- Las células dendríticas foliculares tienen núcleos redondos, nucléolos ubicados centralmente, cromatina blanda y dispersa y aplanamiento de la membrana nuclear adyacente.

Las células dendríticas foliculares (CDF) son células sanguíneas de la serie blanca (glóbulos blancos) que forman parte del sistema inmunitario innato de muchas especies de mamíferos. Las CDF en humanos presentan proyecciones membranosas y se hallan en los ganglios linfáticos, el bazo y los tejidos linfáticos de las mucosas.  
El hallazgo del papel central de las células dendríticas en la respuesta inmune parte de observaciones de los doctores Z. A. Cohn y R. M. Steinman. Estos autores, mediante variadas técnicas de separación celular, fueron capaces de enriquecer una población de células procedentes de tejidos linfoides que parecían mucho más eficaces que los macrófagos promoviendo la proliferación de linfocitos T aloreactivos. Hasta ese momento, se pensaba que los macrófagos eran las más potentes células presentadoras de antígenos.
Las células dendríticas juegan un papel fundamental en la regulación de la respuesta inmune. Son las principales células presentadoras antigénicas, por su capacidad de capturar, procesar y presentar antígenos de forma óptima a linfocitos T, y generar respuestas inmunes específicas.  Mediante su estudio in vitro se ha podido comprobar que también son capaces de activar otros tipos celulares, como linfocitos B, células NK, macrófagos o eosinófilos, e incluso generar tolerancia inmunológica.
Estos autores, mediante variadas técnicas de separación celular, eran capaces de enriquecer una población de células procedentes de tejidos linfoides que parecían mucho más eficaces que los macrófagos promoviendo la proliferación de linfocitos T aloreactivos3. Hasta ese momento, se pensaba que los macrófagos eran las más potentes células presentadoras antigénicas. 
Las células dendríticas ganglionares foliculares, que son de origen mesenquimal y se originan a partir de progenitores hematopoyéticos medulares CD34+ por la influencia del ligando de FLT-3 (sFlt-3L) y GM-CSF. Estos precursores CD34+ se diferencian en células progenitoras comunes mieloides (CMP) y células progenitoras comunes linfoides (CLP)., pero se hallan en los centros germinales de los folículos linfocíticos y se las considera células accesorias de la respuesta inmune. Las CDF captan antígenos y así forman complejos con anticuerpos o productos del complemento para luego presentar estos antígenos sobre su superficie y que así sean reconocidos por los linfocitos B, los cuales maduran diferenciándose en linfocitos B de memoria o formadores de anticuerpos. 
Los linfocitos B que no reconozcan un antígeno sobre las CDF sufren apoptosis (muerte celular programada).
CARACTERÍSTICAS MORFOLÓGICAS Y ESTRUCTURALES DE LAS CÉLULAS DENDRÍTICAS
Las CD maduras (CDm) presentan una morfología propia, caracterizada por la presencia de numerosos procesos membranosos que adquieren la forma de dendritas, pseudópodos o velos. En su citoplasma  contienen endosomas, lisosomas o gránulos de Birbeck de las células de Langerhans de la epidermis que realizan el procesamiento antigénico. Están presentes en tejidos y órganos linfoides y no linfoides, así como circulantes en linfa aferente y sangre periférica. Reciben diferentes nombres según la ubicación, pero guardan características y funciones similares entre sí. Fuera de tejidos linfoides, son abundantes en piel, faringe, esófago alto, vagina, ectocérvix y ano, y en las superficies mucosas de los sistemas respiratorio y gastrointestinal.
Para alcanzar a los microorganismos infectantes, extienden sus procesos membranosos entre las estrechas uniones de las células epiteliales sin alterar la función de la barrera epitelial. Esto aumenta la captura de antígenos del entorno incluso si no hay infección o inflamación, conduciendo al silenciamiento del sistema inmune ante los antígenos ambientales inocuos.
Las células dendríticas aparecen en las regiones T dependientes de los ganglios linfáticos y bazo, donde se las conoce como células interdigitantes. En el bazo son más numerosas, ya que hay nidos de ellas en la periferia del área de linfocitos T, donde están posicionadas como puentes a través de los cuales deben pasar los linfocitos para entrar en el torrente sanguíneo. Las células dendríticas foliculares se encuentran en los centros germinales de los folículos secundarios de las áreas de linfocitos B de ganglios linfáticos y bazo, siendo parte integral del microambiente del folículo. También están presentes en el timo, sobre todo en la región medular. En linfa aferente se las conoce como células veladas, representando células de Langerhans migrantes en tránsito desde la piel al ganglio linfático donde se transformarán en células interdigitantes. En sangre periférica constituyen menos del 2% de las células mononucleares.
También se encuentran en corazón, hígado, parénquima pulmonar y lámina propia del intestino. En el cerebro no se han descrito; sin embargo, las células de la microglía se asemejan a las células dendríticas por la forma y por sus marcadores de membrana.
Una de sus principales características es la de carecer de un marcador de superficie celular específico. Sí presentan una elevada expresión de antígenos MHC clase II y una total ausencia de marcadores de linaje como CD14 (monocitos), CD3 (linfocitos T), CD19, CD20 y CD24 (linfocitos B), CD56 (células NK) y CD56b (granulocitos). Presentan moléculas de adhesión comunes con monocitos y macrófagos, así como moléculas coestimuladoras que facilitan su accionar.
Su fenotipo varía a lo largo de los diferentes estados de maduración y activación. Los precursores circulantes en la sangre pueden expresar algunos marcadores de linaje, pero los van perdiendo gradualmente con la maduración. Por el contrario, las moléculas coestimuladoras, de adhesión y los antígenos del MHC aumentan a lo largo de la maduración.
Con la excepción de las CD ganglionares foliculares, que son de origen mesenquimal, las CD se originan a partir de progenitores hematopoyéticos medulares CD34+ por la influencia del ligando de FLT-3 (sFlt-3L) y GM-CSF18. Estos precursores CD34+ se diferencian en células progenitoras comunes mieloides (CMP) y células progenitoras comunes linfoides (CLP).
Subclases
Las MDC se pueden dividir en dos subpoblaciones según su expresión de BDCA1 (CD1c) y CD141: MDC1 (células Lin−CD4+HLA DR+CD11c+CD1c+CD141−) y MDC2 (células Lin−CD4+HLA DR+CD11c+CD1c-CD141+). También se clasifican según su localización: residentes en tejidos periféricos, residentes en órganos linfoides secundarios y MDC circulantes.
En sangre periférica circulan dos tipos de células dendríticas fenotípica y funcionalmente diferentes. Se distinguen por su expresión de CD11c y CD123. Las CD CD11c+CD123lo tienen una morfología monocitoide, por lo que se denominan células dendríticas monocitoides o mieloides (MDC), mientras que las células dendríticas CD11c-CD123hi presentan características morfológicas similares a las células plasmáticas, por lo que se han denominado células dendríticas plasmacitoides (PDC). Se diferencian a partir de células progenitoras comunes mieloides (CMP) y células progenitoras comunes linfoides (CLP), respectivamente. En humanos, las células dendríticas monocitoides pueden derivar de precursores ya comprometidos hacia células dendríticas o bien de precursores del linaje de granulocitos y monocitos. También pueden originarse a partir de diversos tipos celulares previamente a su diferenciación definitiva; precursores de monocitos y granulocitos pueden diferenciarse hacia CD cuando se exponen in vitro a combinaciones apropiadas de citoquinas, que incluyan GM-CSF y TNFα en presencia o ausencia de IL-4. células dendríticas plasmacitoides y células dendríticas monocitoides difieren en numerosos aspectos, incluyendo su distribución tisular, su producción de citoquinas y los factores de crecimiento necesarios para su diferenciación.
Mecanismo de acción
Las PDC son importantes en las respuestas inmunes antivirales y en procesos autoinmunes. Constituyen la principal fuente de INF I tras las infecciones Circulan por el torrente sanguíneo y entran en los órganos linfoides a través de las vénulas de endotelio alto. Pueden ser activadas por virus y bacterias.
Por su enorme plasticidad funcional, son capaces de desencadenar diferentes respuestas inmunológicas. Cuando son expuestas a virus viables, inician respuestas de memoria, induciendo la expansión y diferenciación de linfocitos B de memoria antígeno específicos a células plasmáticas, y de linfocitos T antígeno específicos, a CTL. Por el contrario, las PDC activadas por motivos CpG de ADN (virus con ADN o bacterias) o IL3/CD40L inducen la secreción de IL-10 por parte de linfocitos T CD4+ reguladores y la activación de linfocitos T CD8+ supresores.
Se ha comprobado la existencia de dos subtipos de PDC según su expresión de CD2. Ambos subtipos se han encontrado tanto circulantes como en amígdala; sin embargo, las PDC CD2high también se detectan en algunas biopsias tumorales, sugiriendo alguna función en la inmunovigilancia tumoral. Estas diferencias funcionales entre los dos subtipos de PDC están asociadas con distintos patrones de transcripción, secreción diferencial de IL12p y expresión diferencial de la molécula coestimuladora CD80 tras su activación. 
Maduración de las células dendríticas
Se han propuesto dos modelos para explicar la diferenciación de las CD a partir de precursores hematopoyéticos. Uno postula un único linaje de precursores de CD dotado de plasticidad funcional, mientras que el otro defiende la existencia de varios linajes de precursores de CD funcionalmente diferentes. Ambos modelos definen tres estados de maduración: precursores de CD, CD inmaduras (CDi) y CD maduras (CDm).
La maduración de las CD es un complejo proceso que conduce a la diferenciación final de las CD, transformándolas desde unas células escasamente inmunoestimuladoras que funcionan como centinelas periféricos que capturan antígenos, en las más potentes células estimuladoras de linfocitos T. Además de la captura de antígenos, las CD deben recibir las llamadas «señales de peligro» originadas por patógenos, inflamación o daño tisular para sufrir este proceso madurativo que les permitirá desplazarse a los órganos linfoides secundarios y estimular de forma eficiente los linfocitos vírgenes. Estas señales madurativas se deben tanto a moléculas inflamatorias originadas en el propio organismo (ligando de CD40, TNFα, IL-1, IL-6, IFNα) como a productos microbianos o bacterianos agonistas de los TLR.
Con la maduración las CD adquieren una gran motilidad y pierden su capacidad de capturar antígenos al disminuir la expresión de receptores de fagocitosis y endocitosis. Las CDm optimizan el procesamiento de antígenos aumentando la expresión de los componentes de la maquinaria enzimática responsable del proceso, y adquieren la capacidad de presentar antígenos y estimular a los linfocitos T tras el incremento en la expresión de moléculas del sistema mayor de histocompatibilidad (MHC) y de moléculas de adhesión y co-estimulación (CD40, CD54, CD58, CD80, CD83, CD86). Algunas de estas moléculas están implicadas en la señalización bidireccional entre la CD y el linfocito T, modulando tanto la activación del linfocito como las funciones de la CD.
Durante la maduración, las CD disminuyen la expresión de los receptores de quimioquinas CCR1 y CCR5, y aumentan la de CCR7. El ligando de este último se encuentra en las paredes de los ganglios linfáticos y en la zona paracortical ganglionar. Las propias CD secretan quimioquinas como TARC, MDC o IP-10, que reclutan diferentes tipos de linfocitos T, y RANTES, MIP-1α y MIP-1β, que reclutan monocitos y otras CD hacia el microambiente local.
Funciones de las células dendríticas
Las CD estimulan a los linfocitos T de una manera mucho más potente que los macrófagos o los linfocitos B. Su expresión de moléculas de MHC es entre 10 y 100 veces mayor que la de los linfocitos B.
La activación eficaz de los linfocitos T por parte de las CD necesita de varias señales consecutivas. Las CD pueden activar tanto a linfocitos T CD4+ como linfocitos T CD8+ por presentación antigénica vía el sistema mayor de histocompatibilidad (MHC) clase II y MHC clase I, respectivamente, lo que constituiría la primera señal. La segunda señal se realiza por la interacción con moléculas coestimuladoras presentes en las CDm: CD80 y CD86 con el receptor linfocitario CD28, y la familia del factor de necrosis tumoral (TNF) con los receptores linfocitarios R-TNF. Si falla esta coestimulación, los linfocitos T se vuelven tolerogénicos.
Tras su activación, los linfocitos T vírgenes sufren una expansión clonal y una diferenciación a células efectoras secretoras de citoquinas y células de memoria. El tipo de respuesta consiguiente de los linfocitos T depende de varios factores, como la concentración antigénica en la CD, la afinidad del TCR por el MHC, la duración de la interacción de la CD con el linfocito T, el estado de maduración de la CD, y el tipo de estímulo responsable de la maduración de la CD. La supervivencia a largo plazo de los linfocitos T y su diferenciación a células de memoria y efectoras requiere la interacción con CD maduras. La activación inducida por CD inmaduras es de más corta duración.
La cooperación de los linfocitos T CD4+ en el momento de la activación es necesaria para generar linfocitos T CD8+ memoria. Se cree que esta interacción está mediada por la unión entre la molécula CD40 de la CD y su ligando en el linfocito CD4+ activado, el CD40L, aunque hay estudios que sugieren una interacción directa entre los linfocitos CD4+ y el CD40 de los linfocitos CD8+. Otras moléculas que se han implicado en la generación de células de memoria y en las respuestas duraderas son proteínas pertenecientes a las familias de CD28 y del receptor de TNF (TNFR).
Además de su papel central en la activación de los linfocitos T, las CD interactúan directamente con células NK, células NKT y linfocitos B. CDm y CDi pueden activar e inducir la expansión de células NK resting por mecanismos no aclarados totalmente, aunque se han descrito algunos proteínas y factores solubles implicados. Las CD activadas también inducen directamente la proliferación de linfocitos B, el cambio de isotipo de inmunoglobulinas y su diferenciación a células plasmáticas secretoras de anticuerpos; estas acciones las pueden llevar a cabo tanto de forma linfocito T-dependiente como linfocito T-independiente.
Es importante destacar el papel de la CD en la generación de la tolerancia inmunológica antígeno-específica en el control de los fenómenos autoinmunes. Las CD tímicas promueven la eliminación de los linfocitos T autorreactivos, y las CD periféricas inducen tolerancia principalmente en su estado inmaduro o semimaduro. Como ya se ha comentado, la presentación antigénica en ausencia de moléculas coestimuladoras o sin IL-12 inducen linfocitos T reguladores que suprimen la respuesta inmune mediante la secreción de IL-10 y TGFβ. Las propias CD sufren un proceso de parada madurativa y se vuelven tolerogénicas en presencia de sustancias como esteroides, vitamina D3, interleuquinas 10 (IL-10), factor de crecimiento trofoflástico beta (TGFβ) o CTLA-4 producido por la población reguladora CD4+CD25+FoxP3+.
Uso terapéutico de las células dendríticas
Se vienen desarrollado diferentes protocolos para optimizar la obtención de una cantidad adecuada de CD que permita su uso clínico, principalmente en protocolos de inmunoterapia tumoral. Inicialmente se obtenían precursores de CD presentes en sangre periférica mediante centrifugación en gradiente de densidad, pero el proceso no era demasiado rentable dada su escasa frecuencia. Actualmente una de las técnicas más empleadas en la diferenciación de CD es a partir de monocitos de sangre periférica. Los monocitos se purifican de productos de aféresis por elutriación, inmunoselección o adherencia. Posteriormente se diferencian a CD en presencia de GM-CSF e IL-4, y maduran con TNF, IL-1β, PGE2 o IL-6. También se están usando células CD34+ como fuente de CD. En este caso, las células se obtienen a partir de productos de aféresis, médula ósea o cordón umbilical mediante inmunoselección y se cultivan con GM-CSF y TNFα durante 6-10 días. Otra alternativa es la expansión de CD in vivo. El uso de citoquinas como G-CSF o Flt3L, aumenta considerablemente el número de precursores de CD en sangre periférica, que pueden ser recogidos mediante una aféresis y purificados mediante inmunoselección. Esta estrategia acorta el tiempo de cultivo ex vivo, ya que estos precursores maduran rápidamente, en 24-48 horas.
La inducción de una respuesta anti-tumoral exitosa requiere el uso de CD maduras inmunoestimuladoras por dos motivos: por su capacidad para inducir una respuesta T antígeno-específica y porque las CD inmaduras parecen inducir tolerancia inmune. Se ha comprobado que las CDi inducen la expansión de linfocitos T reguladores, aunque también se ha descrito que las CDm también pueden inducir esta expansión tras ciertos estímulos. Además, se ha comprobado que las CDm son resistentes a ciertos factores inmunosupresores producidos por las células tumorales, y son fenotípica y funcionalmente estables en ausencia de citoquinas.
Respuesta inmune antitumoral
La capacidad de las CD para generar respuestas antitumorales in vivo ha sido documentada en modelos animales y en estudios clínicos humanos. La mayoría de los ensayos implican el aislamiento de CD, seguido de la carga con antígenos tumorales y la posterior infusión de estas CD portadoras de antígenos. Se han descrito un elevado número de antígenos tumorales susceptibles de ser utilizados en protocolos de inmunoterapia.
| Clase de antígeno | Antígeno                                                     | Tipo de tumor                                                                                                |
| Antígenos tumor | Idiotipos de inmunoglobulinas                                | Leucemias/linfomas B, mieloma                                                                                |
| específicos | TCR Ras (p21) mutado P53 mutado Proteína de fusión bcr-abl   | Linfomas T Páncreas, colon, pulmón Colorrectal, pulmón, vejiga, cabeza y cuello LMC, LLA                     |
| Proteínas de desarrollo | MART-1/Melan-A MAGE-1, MAGE-3 Familia GAGE Telomerasa        | Melanoma Melanoma, colorrectal, pulmón, gástrico Melanoma Varios                                             |
| --- | ------------------------------------------------------------ | --- |
| Antígenos virales | HPV EBV                                                      | Cérvix, pene, periné, ano, fauces Linfoma Burkitt, nasofaringe, síndromes linfoprolifetativos pos-trasplante |
| Antígenos específicos de tejido | Tirosinasa Gp100 PAP, PSA, PSMA Tiroglobulina a-fetoproteína | Melanoma Melanoma Próstata Tiroides Hígado                                                                   |
| Antígenos sobreexpresados | Her-2/neu CEA Muc-1                                          | Mama, pulmón Colorrectal, pulmón, mama Colorrectal, páncreas, ovario, pulmón                                 |
| CEA: antígeno carcinoembrionario; EBV: virus de Epstein Barr; HPV: virus del papiloma humano; LLA: leucemia linfoblástica aguda; LMC: leucemia mieloide crónica; PAP: fosfatasa ácida prostática; PSA: antígeno prostático específico; PSMA: antígeno prostático específico de membrana; TCR: receptor de células T. |                                                              | |

Desde su relativamente cercano descubrimiento, las CD se han confirmado como las principales células presentadoras de antígenos, desempeñando un papel central en la respuesta inmune. Esta propiedad de las CD es la base de las investigaciones para conseguir un tratamiento inmunoterápico antitumoral eficaz. Durante décadas la generalización de protocolos en esta dirección ha estado dificultada por numerosos problemas metodológicos basados en la escasa información sobre su biología y funciones. En la actualidad se disponen de las técnicas y los conocimientos necesarios para introducir las terapias basadas en CD dentro del arsenal oncológico junto con las quimioterapias y la radioterapia, así como en el tratamiento de otras patologías de origen infeccioso y también de las enfermedades autoinmunes.